# Russell Myers
Pour les articles homonymes, voir Myers.
Russell Myers (né à Pittsburg (Kansas) le 9 octobre 1938) est un auteur de bande dessinée américain . 

## Biographie
Il est principalement connu pour le comic strip Broom-Hilda, publié depuis avril 1970 et distribué par Tribune Media Services. Il a reçu le prix Inkpot en 1974 et le prix de la National Cartoonists Society du comic strip humoristique en 1976.